# Balleza
Balleza est une municipalité de l'État de Chihuahua, au Mexique. Elle couvre une superficie de 7 073,6 km2 et compte 16 824 habitants en 2015.